# Jānis Vitenbergs
Jānis Vitenbergs (Tukums, 8 maggio 1985) è un politico lettone.
In qualità di deputato del Saeima è stato presidente della commissione politiche economiche, rurali, ambientali e regionali. Ricopre la carica di Ministro dell'Economia della Lettonia dall'aprile 2020 al maggio 2021 in quota KPV LV. Dal 3 giugno è di nuovo ministro dell'economia in quota Alleanza Nazionale.

## Istruzione
Nel 2005 ha ottenuto il diploma di guida turistica. Nel 2008 ha ottenuto la laurea triennale in turismo presso l'Università di Liepāja.

## Carriera
Nel 2018 è stato eletto al Saeima nella lista del partito A Chi Appartiene lo Stato? (KPV LV). Ha lasciato KPV LV nell'aprile 2021, una volta divenuto ministro dell'esecutivo Kariņš, per entrare a far parte di Alleanza Nazionale.